# Bușăuca, Rezina
Bușăuca este un sat din raionul Rezina, Republica Moldova.

## Istorie
Satul Bușăuca a fost atestat pentru prima dată în anul 1639:
„7147 <1639> august 19, Orhei.
 
Mihalce Durac pârcălabul de Orheiu. Adecă au venit înainte noastră Căzac căpitanul de călărași de Orheiu, și Cociorveiu hotnogul din satu din Ialoveni, din ținutul Lăpușnei, și Moldovan ce au fostu hotnog din satu den Buecani, și Nicoară Nistre din Martinești, și Togoe de Buhușouca de au mărturisit înainte noastră cu sufletele lor cum au fostu în tocmală cându au cumpăratu dumnealui, socrul dumisale lui Malcoci șetrariului, răposatul Irimice ce au fostu vornic mare, în zilele lui Alexandru vodă, un țigan, anume pre Barciul, cu feciorii săi cu toți câți au avutu atunce de la dumneaei giupâneasa lui Avram ce au fostu ușeriu den satu din Cunice, din ținutul Sorocii, și de la Ștefan, feciorul ei, de au datu pentru acel țiganu și pentru ficiorii lui 200 de galbeni bani buni.”
În anii interbelici a făcut parte din județul Orhei: a fost încadrat în plasa Rezina în anul 1930, iar în anul 1938 a fost încadrat împreună cu satele vecine Otac și Cuizăuca în plasa nou formată Chiperceni.

## Administrație și politică
Componența Consiliului local Bușăuca (9 consilieri), ales la 5 noiembrie 2023, este următoarea:
|  | Partid                                        | Consilieri | Componență | Componență | Componență | Componență | Componență |
|  | --------------------------------------------- | ---------- | ---------- | ---------- | ---------- | ---------- | ---------- |
|  | Partidul Dezvoltării și Consolidării Moldovei | 5          |            |            |            |            |            |
|  | Partidul Liberal Democrat din Moldova         | 4          |            |            |            |            |            |

## Personalități
- Valentin Arsenie (1926 - 2017), general, profesor la Academia Militară din București